# Homem Onça
Homem Onça é um filme de drama brasileiro de 2021, dirigido por Vinícius Reis, a partir de uma roteiro dele mesmo em parceria com Flávia Castro e Fellipe Barbosa. É estrelado por Chico Díaz, Sílvia Buarque, Emílio de Mello, Bianca Byington e Valentina Herszage. Foi lançado nos cinemas em 26 de agosto de 2021.

## Sinopse
No Brasil dos anos 1990, Pedro é funcionário de uma grande empresa estatal que está prestes a ser privatizada. Contra sua vontade e pressionado pelo cruel processo de reestruturação da empresa, ele se vê obrigado a demitir sua equipe e antecipar sua aposentadoria. Afastado do trabalho e com uma doença de pele, ele decide se mudar para sua cidade natal, Barbosa, no interior do país. Ao chegar lá, ele descobre que a onça-pintada que habitava a floresta da cidade está mais viva do que nunca.

## Elenco
- Chico Diaz como Pedro
- Emilio de Mello como Dantas
- Silvia Buarque como Sonia
- Valentina Herszage como Rosa
- Bianca Byington como Lola
- Tom Karabachian como Gustavo
- Álamo Facó como Tom

## Produção
O longa-metragem é dirigido por Vinícius Reis, o qual também assina o roteiro em parceria com Flávia Castro e Fellipe Barbosa. A história do filme é baseada na história de vida do pai de Reis, um gerente da Vale do Rio Doce que foi forçado a se aposentar no momento da privatização da empresa.
É uma produção da Tacaca Filmes em coprodução com o Canal Brasil, Globo Filmes, a produtora alemã Blackforest Films e a chilena Parox SA. O filme foi rodado entre dezembro de 2017 e janeiro de 2018 com locações em Petrópolis, Teresópolis e Rio de Janeiro.

## Lançamento
O filme teve sua estreia mundial em 23 de fevereiro de 2021 sendo exibido no ArtHouse Asia Film Festival, na Índia. Foi selecionado para a mostra competitiva do 49° Festival de Gramado. O primeiro trailer do filme foi divulgado a partir de 9 de agosto de 2021. Homem Onça foi lançado nos cinemas a partir de 26 de agosto de 2021, pela Pandora Filmes, com sessões em São Paulo, Rio de Janeiro, Aracaju, João Pessoa, Natal, Brasília, Curitiba, Porto Alegre, Salvador e Niterói.

## Recepção

### Crítica
Em sua crítica à Folha de S.Paulo, Inácio Araújo avaliou o filme como frustrante, o qual promete mais do que tem a oferecer. Segundo o crítico, o filme transita entre vários gêneros, como o político e melodramático, porém não se aprofunda em nenhum. Marcelo Müller, do site Papo de Cinema, fez uma crítica mais postiva acerca do filme, elogiando a abordagem sóbria do diretor sobre a impotência dos indivíduos na sociedade e escreveu: "O que Homem Onça tem de melhor é a leitura de uma sociedade arruinada pela obsolescência como parâmetro fundamental. O que era bom até ontem, amanhã será desprezado."

### Prêmios e indicações
| Prêmiações                    | Ano  | Categoria                        | Recipiente(s)   | Resultado |
| ----------------------------- | ---- | -------------------------------- | --------------- | --------- |
| Festival de Cinema de Gramado | 2021 | Melhor Longa-Metragem Brasileiro | Homem Onça      | Indicado  |
| Festival de Cinema de Gramado | 2021 | Melhor Atriz                     | Sílvia Buarque  | Indicado  |
| Festival de Cinema de Gramado | 2021 | Melhor Atriz Coadjuvante         | Bianca Byington | Venceu    |

[carece de fontes?]